# Feuerwehr Rostock
Die Feuerwehr Rostock ist verantwortlich für den Brandschutz, den Rettungsdienst und die Technische Hilfeleistung in der norddeutschen kreisfreien Groß-, Hanse- und Universitätsstadt Rostock, teilweise in den angrenzenden Gemeinden, in der angrenzenden Ostsee und den Rostocker Häfen. Sie ist dem Amt für Brandschutz/Rettungsdienst und Katastrophenschutz zugeordnet. Es bestehen eine Berufsfeuerwehr und fünf Freiwillige Feuerwehren.

## Geschichte

### Von den Anfängen bis zum ersten Feuerwehrdepot
Seit dem Mittelalter gab es in Rostock sogenannte Feuer- und Thurmwachen, zu Beginn des 16. Jahrhunderts regelte noch eine Polizeiordnung die Pflichten zur Haltung von Feuerlöschgeräten. Rostocks erste Feuerordnung von 1573 legte die Haltung von Feuerspritzen als allgemeine Bürgerpflicht fest, im Rathaus mussten Eimer, Feuerhaken, Wagen und Schleifen zur Brandbekämpfung bereitgehalten werden. Mit der Feuerordnung von 1678 erweiterte Rostock seine Löschausrüstung um vier Handdruckspritzen, für die ein Feuermeister jeweils Mannschaften aufstellte, ausbildete und organisierte. In den folgenden Jahrhunderten wurden die Feuerspritzen größer und schwerer, ebenso vergrößerten sich die Spritzenmannschaften. Nach Anschaffung der Feuerspritzen im 17. Jahrhundert entstanden in Rostock auch die ersten Spritzenhäuser am Herrenstall, am Kröpeliner Tor und beim Mühlentor, später kamen noch weitere an der Jacobikirche, an der St.-Georg-Straße und an der Paulstraße hinzu. Die erste Pflichtfeuerwehr in Rostock wurde am 1. Oktober 1866 formiert, ihre Leitung übernahm Branddirektor Julius Studemund. Mit der Inbetriebnahme der öffentlichen Wasserversorgung im Juni 1867 begann auch der Aufbau einer Löschwasserreserve mit angeschlossenen Hydranten in Rostock.
Aufgrund vieler Berichte über Ausrüstungsmängel und Missstände in den Spritzenhäusern gab der Rat der Stadt Rostock am 7. Dezember 1905 den Bau eines zentralen Feuerwehrdepots am Friedhofsweg, Ecke Helenenstraße in Auftrag, das 1906 fertiggestellt wurde. Nach diversen Vorgängerorganisationen gründete sich am 1. Juli 1908 die Berufsfeuerwehr Rostock. Ihr erster Leiter war Brandinspektor Albert Wegener, ihm unterstanden ein Feuerwehrfeldwebel, 4 Oberfeuerwehrleute, 27 Feuerwehrleute und 8 Fahrer.

### 1933–1945
Die Rostocker Berufs- und Freiwilligen Feuerwehren wurden nach der Machtergreifung der Nationalsozialisten der Polizei zugeordnet und ab 1936 als Feuerlöschpolizei dem Hauptamt Ordnungspolizei unterstellt. Gleichzeitig wurden mithilfe des am 7. April 1933 erlassenen Gesetzes zur Wiederherstellung des Berufsbeamtentums politische Gegner, unerwünschte Personen und Juden aus dem Dienstverhältnis entlassen oder in den vorzeitigen Ruhestand versetzt.
Am 10. Mai 1933 fand unter Aufsicht der Feuerwehr auf dem Vögenteichplatz eine öffentliche Bücherverbrennung statt. Während der Novemberpogrome 1938 setzten Nationalsozialisten in Rostock mehrere jüdische Geschäfte, Häuser und die Synagoge in der Augustenstraße in Brand. Die Feuerwehr durfte auf Befehl der örtlichen NSDAP und SA keinen dieser Brände bekämpfen und nur angrenzende Gebäude schützen. Eine Augenzeugin berichtete: Da stand eine ganze Reihe Leute, und die Feuerwehr stand da, sozusagen Gewehr bei Fuß, und hatte eigentlich nur die Aufgabe, dass sie die Nachbarhäuser beschützen sollte. Aber die Synagoge war schon drei Viertel runtergebrannt. Die hat man die Nacht über brennen lassen.
Mit dem Gesetz über das Feuerlöschwesen vom 23. November 1938 erhielt die Rostocker Berufsfeuerwehr den Status einer Feuerschutzpolizei, Freiwillige Feuerwehren wurden als Technische Hilfspolizei zusammengefasst.
Bei den Luftangriffen auf Rostock in den Nächten vom 24. bis 27. April 1942 stand die Rostocker Feuerwehr erstmals der neuen britischen Area Bombing Directive gegenüber und vor ihrer bisher schwersten Aufgabe. In der Nacht vom 25./26. April griffen insgesamt 128 Bomber an, innerhalb kurzer Zeit brannten in Rostock 1.080 Gebäude. Ungeachtet der Hilfe von Feuerwehren aus Wismar, Güstrow, Bad Doberan und Hamburg bewirkten Phosphorbrandmittel, Wassermangel und aufkommender starker Wind immer wieder ein Aufflammen der Feuer. Die Lage wurde von den Nationalsozialisten falsch eingeschätzt und verhinderte eine einheitliche Leitung der Brandbekämpfung. Bereits nach den ersten Luftangriffen hätte die Instandsetzung des schwer beschädigten Löschwassernetzes viel energischer vorangetrieben werden müssen. Bei erneuten Bränden und Luftangriffen war die Löschwasserentnahme aus den Hydranten fast unmöglich, das Wasser musste über lange Wegstrecken aus der Warnow entnommen werden. Das Vier-Tage-Bombardement im April 1942 stellte eine der größten Brandkatastrophen in der Geschichte Rostocks dar.
Am 30. April 1945 verließ ein Großteil der Rostocker Feuerwehrleute die Stadt in Richtung Westen, zurück blieb ein sogenanntes Stadtverteidigungsaufgebot, zu dessen Aufgaben auch die Verteidigung der Warnowbrücken gehörte. Dabei sollte durch Verteidigungskämpfe und die spätere Sprengung beider Brücken ein Vormarsch der Alliierten aufgehalten werden. Die Feuerwehrmänner Karl Lübbe und Friedrich Langschwager konnten die Sprengung der Petribrücke zunächst verhindern, doch als die 65. Armee der 2. Weißrussischen Front am 1. Mai einen T-34 zur Aufklärung über die Brücke am Mühlendamm schickte, löste ein Polizeioffizier die Sprengsätze an der Brücke aus.
Mit dem Befehl Nr. 1 des Militärkommandanten der Stadt Rostock vom 5. Mai 1945 erfolgte auch die Verpflichtung der sich noch in der Stadt befindenden Feuerwehrleute zur Wiederaufnahme des Dienstes. Wiedereingestellt wurden auch jüdische, kommunistische und sozialdemokratische Feuerwehrmänner und es gab erste Neueinstellungen. Kommissarischer Leiter wurde Wilhelm Hoff.

### 1945 bis heute

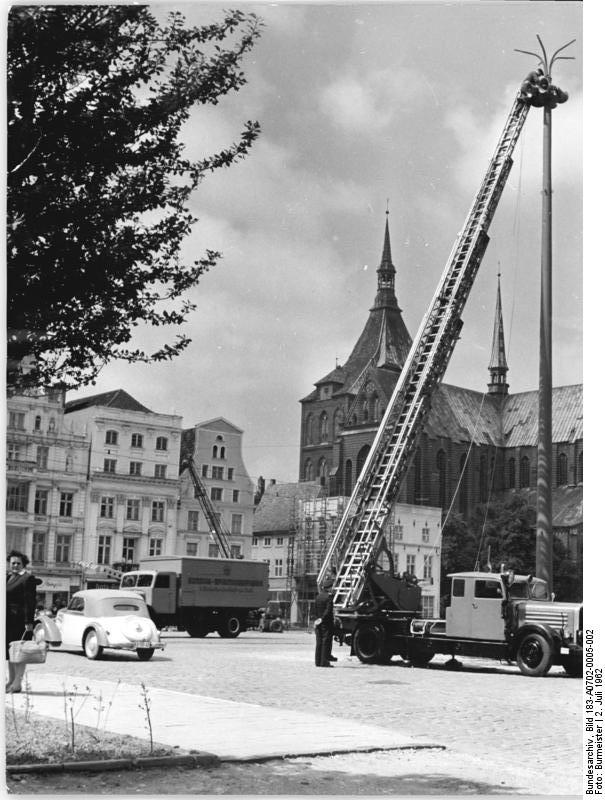
Drehleiter der Feuerwehr Rostock am 2. Juli 1962 auf dem Ernst-Thälmann-Platz

Die Neuaufstellung der Feuerwehr war eine lebenswichtige Aufgabe für die Stadt. Ingenieur Hans Zander machte als Leiter der Feuerwehr am 13. August 1945 Vorschläge für einen erweiterten Stellenplan. Die Stärke der Berufsfeuerwehr sollte durch die Anstellung von neun Zivilbeschäftigten, drei Autoschlossern, vier Telefonisten und zwei Reinigungskräften auf 60 Personen erhöht werden. Zusätzlich machte es die schlechte Versorgungslage in dieser Zeit fast unmöglich, jeden Feuerwehrmann komplett auszurüsten. Es gab keine Uniformen und kein festes Schuhwerk. Lediglich Schutzanzüge aus dem Sortiment der Arbeitsbekleidung wurden über die Zivilbekleidung gezogen. Am 1. Dezember 1947 kündigte der Minister für Handel und Versorgung der Landesregierung Mecklenburg an, dass noch im Dezember Uniformen, Mäntel und Lederarbeitsschuhe zur Verfügung gestellt und in Zukunft die Versorgung mit Textilien und Schuhwerk durch den FDGB erfolgen würde.
Mit der Gründung der DDR im Jahr 1949 begann ein neuer Entwicklungsabschnitt für die Feuerwehr Rostock. Eine Reorganisation der Berufsfeuerwehr und der freiwilligen Feuerwehren erschien notwendig. Im Ministerium des Innern wurde die Hauptverwaltung Deutsche Volkspolizei gebildet. Dieser Hauptabteilung wurden am 1. Januar 1950 die bis dahin den örtlichen Staatsorganen unterstehenden Landes- und Kreisbrandschutzämter und die Berufsfeuerwehren unterstellt.

### Feuerlöschboote
Ein erstes Feuerlöschboot wurde 1914 im Rostocker Stadthafen stationiert. Dieses 15 Meter lange Boot war bis in die 1940er Jahre im Einsatz, seit dem Ende des Zweiten Weltkrieges ist es verschollen. Im Jahr 1946 begann die Neuorganisation und Wiederaufnahme des Hafenbetriebes in Rostock, der Warenumschlag nahm stetig zu. Zur Brandbekämpfung auf dem Wasser baute die Betriebsfeuerwehr des Hafens 1950 eine ehemalige Sandschute behelfsmäßig um. Ihr Liegeplatz befand sich am Stadthafen, die Besatzung der acht Meter langen Schute Elli bestand aus drei Feuerwehrmännern. Ausgerüstet mit zwei Tragkraftspritzen TS 8 und einem 8 PS Dieselmotor kam Elli nie zum Einsatz, weil sie ständig defekt oder zu langsam war.
Der Ausbau von vorhandenen Hafenanlagen und der Neubau des Überseehafens ab 1951 stellten neue Anforderungen an den Brandschutz. Dazu wurde Anfang der 1950er Jahre in der Abteilung Feuerwehr des Volkspolizei-Kreisamtes Rostock das Kommando Feuerlöschboote gebildet, doch im Personalbestand waren keine ausgebildeten Schiffsführer und Maschinisten vorhanden. Geeignete Gruppenführer erhielten eine Ausbildung an der Seefahrtsschule Wustrow.
Auf der Schiffs- und Bootswerft Gehlsdorf lief am 19. November 1951 das Feuerlöschboot (FLB) Solidarität vom Stapel und wurde im Februar des folgenden Jahres in Dienst gestellt. Das FLB-Kommando bezog eine Wohnschute im Stadthafen. Mitte 1953 und Ende 1954 erhielt das Rostocker Kommando mit den FLB Einheit und Patriot zwei Feuerlöschboote der 18-Meter-Klasse.
Das hochseetaugliche FLB 26 Helmut Just wurde ab 1956 eingesetzt und war bis 1982 im Dienst. Am 21. Dezember 1962 begann das neue FLB 32-1 in Rostock seine Einsatzfahrten, als Kompensation gab das FLB-Kommando die Boote Solidarität und Einheit nach Berlin ab. Kurz darauf erhielt das FLB Patriot die neue Kennung FLB 18-03.
Das Kommando Feuerlöschboote erhielt im Zuge des Ausbaus des Überseehafens 1966 ein neues Objekt mit Schiffsanleger in Rostock-Petersdorf.
Im VEB Schiffswerft Berlin entstand Ende der 1960er Jahre der Grundtyp eines 23-Meter-Bootes für Häfen und Binnengewässer. Neben Kontrollboten KB 23 und Grenzbooten GB 23 entstanden aus diesem Bootstyp auch FLB 23. Zwei Exemplare wurden 1973 in Rostock stationiert, dafür ging das FLB 18-03 in den Ruhestand. Die FLB 23-01 und 23-03 waren noch bis in die 1990er Jahre im Einsatz.
Im Jahr 1978 bezogen die Berufsfeuerwehr Rostock und das FLB-Kommando eine moderne Feuerwache mit umfangreichen Dienst- und Aufenthaltsräumen, Sportanlagen und einem Schiffsanleger am Warnowufer im Norden Groß Kleins. Dort wurde am 22. Dezember 1981 das Feuerlöschboot FLB 40-1 für die Küsten- und Seeschifffahrt in Dienst gestellt. Bis 1983 folgten die FLB 40-2 und 40-3. Damals war dieser Bootstyp das größte seegängige Feuerlöschboot in Nordeuropa. Im Gegenzug wurde kurze Zeit später das FLB 32-1 ausgemustert.
Das FLB 40-3 war noch bis August 2018 am Anleger der Feuerwache 2 stationiert und wurde dann durch den umgebauten Seenotrettungskreuzer Vormann Steffens der Deutschen Gesellschaft zur Rettung Schiffbrüchiger (DGzRS) abgelöst. Bei seiner Indienststellung erhielt das neue FLB zur Erinnerung an den ersten Brandinspektor der Rostocker Berufsfeuerwehr den Namen Albert Wegener.

## Berufsfeuerwehr

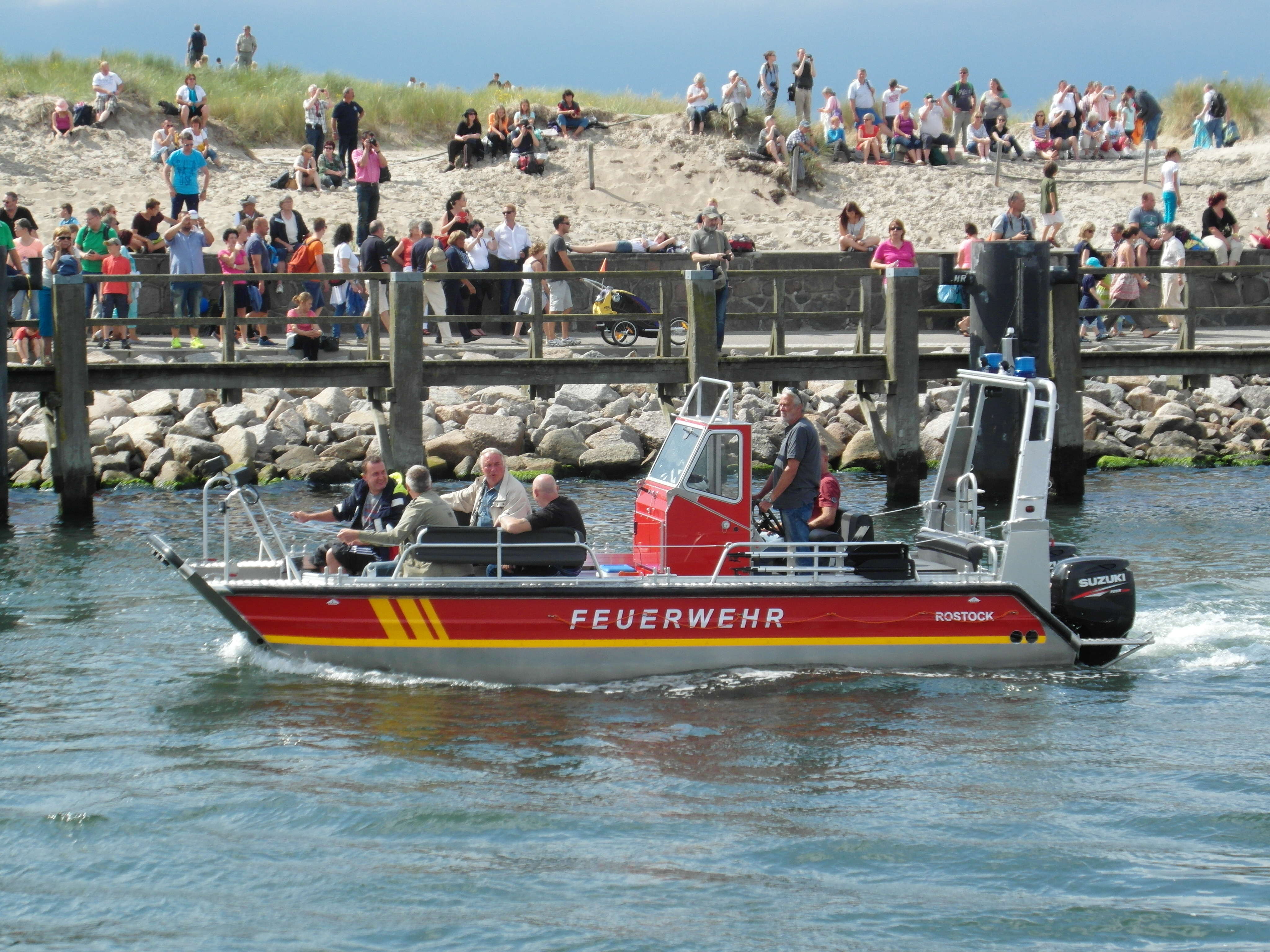
Mehrzweckboot der Feuerwehr Rostock zur Hanse Sail 2014

Die Berufsfeuerwehr besteht aus etwa 330 Beamten im aktiven feuerwehrtechnischen Dienst und verteilt sich auf drei Feuerwachen. Auf der Feuerwache 1 Südstadt in der Erich-Schlesinger-Straße 24 befindet sich unter anderem die Leitstelle mit drei Mitarbeitern im 12-Stunden-Schichtsystem, eine Atemschutzwerkstatt, ein Schlauch- und ein Einsatzbekleidungslager. Die Feuerwache 2 Lütten Klein (Feuerwache See) in der Ostseeallee 43 mit dem Feuerlöschboot Albert Wegener hat Schiffsbrandbekämpfung als Einsatzschwerpunkt. Die Feuerwache 3 befand sich im Überseehafen in der Straße An der Feuerwache 1. Seit Juli 2023 ist die Feuerwache 3 in einem modernen Neubau an der Kreuzung Hinrichsdorfer Straße / Dierkower Allee / Toitenwinkler Allee untergebracht und hat als Einsatzschwerpunkt den Umweltschutz.

## Freiwillige Feuerwehr
In den Stadtteilen von Rostock sind fünf Freiwillige Feuerwehren (FF) in sechs Feuerwehrhäusern stationiert. Die Einsatzkräfte werden über Funkmeldeempfänger alarmiert.
- Freiwillige Feuerwehr Rostock – Warnemünde (Standort 4)
- Freiwillige Feuerwehr Rostock – Groß Klein (Standort 5)
- Freiwillige Feuerwehr Rostock – Stadt-Mitte (Standort 6)
- Freiwillige Feuerwehr Rostock – Gehlsdorf (Standort 7)
- Freiwillige Feuerwehr Rostock – Rostocker Heide (Standort 8, Feuerwehrhaus Hinrichshagen und Feuerwehrhaus Markgrafenheide)